# Caconemobius fori
Caconemobius fori is een rechtvleugelig insect uit de familie krekels (Gryllidae). De wetenschappelijke naam van deze soort is voor het eerst geldig gepubliceerd in 1978 door Gurney & Rentz. De soort komt voor in Hawaï.
1. ↑  https://www.atlasobscura.com/articles/extreme-life-lava-cricket. Gearchiveerd op 28 maart 2023.